# Liste der Bischöfe von Ösel

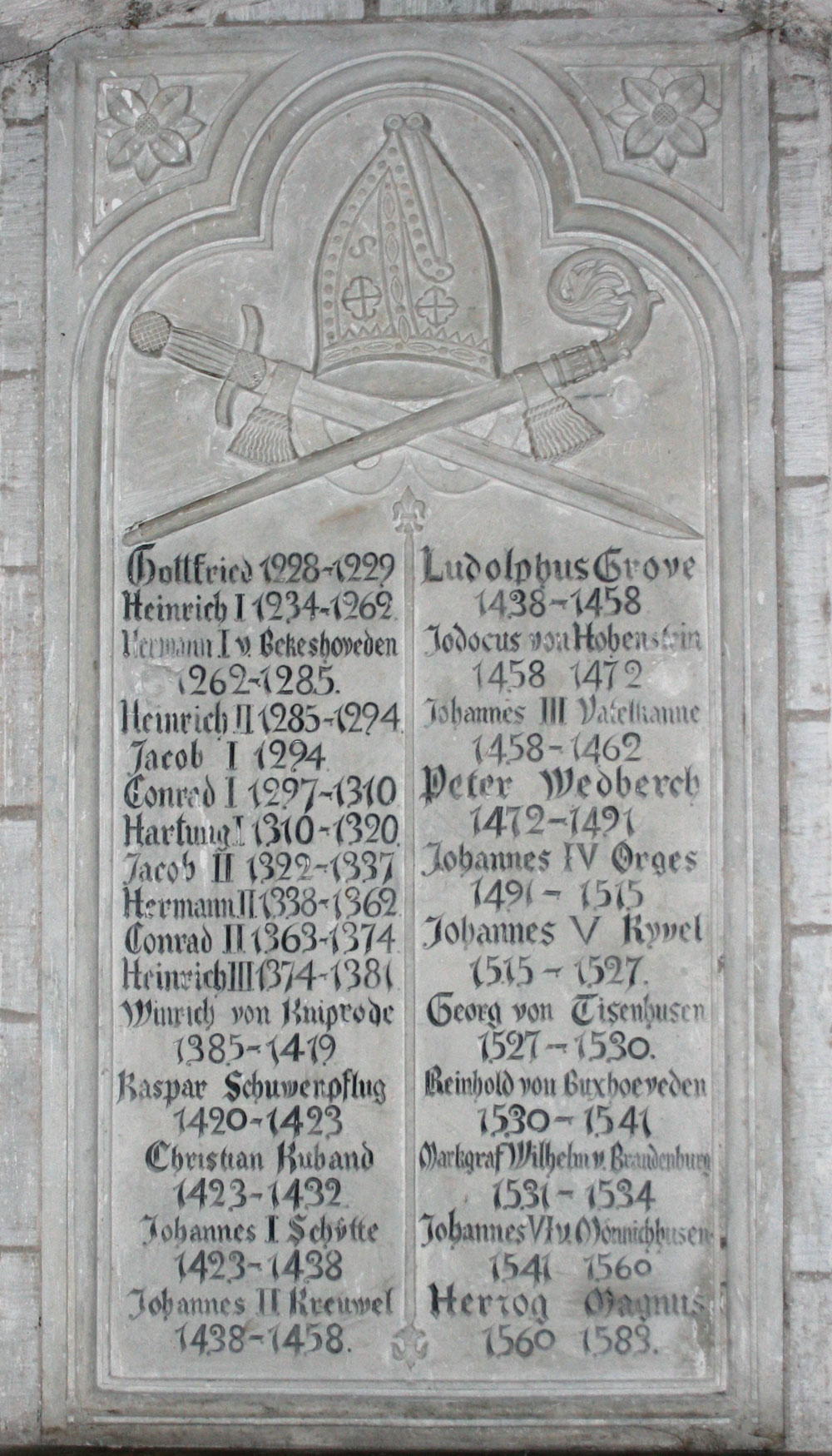
Bischofsliste in der Bischofsburg Kuressaare

Die folgenden Personen waren Bischöfe und Fürstbischöfe von Ösel-Wiek auch Ösell (Oesell) -  Saare-Lääne:

## Römisch-katholische Kirche
| Nr. | Bischof                                        | von  | bis  | Anmerkung                                                                                            | Darstellung | Wappen    |
| --- | ---------------------------------------------- | ---- | ---- | --- | ----------- | --------- |
| 01  | Gottfried (Gedefricus)                         | 1228 | 1229 | 1228–1229 erwähnt, † 1257                                                                            |             |           |
| 02  | Heinrich I.                                    | 1234 | 1260 | |             |           |
| 03  | Hermann I. v. Buxhöwden                        | 1262 | 1285 | | Grabstein   |           |
| 04  | Heinrich II.                                   | 1290 | 1294 | |             |           |
| 05  | Jakob I.                                       |      |      | 1294 genannt                                                                                         |             |           |
| 06  | Konrad I.                                      | 1294 | 1307 | 1307 genannt                                                                                         |             |           |
| 07  | Hartwig (Hartung)                              | 1310 | 1321 | 1310 genannt, Urkunde 23. August 1320, † 1323                                                        |             |           |
| 08  | Jakob II.                                      | 1322 | 1337 | 1324 genannt                                                                                         | Grabstein   |           |
| 09  | Hermann II. Osenbrügge (Osnabrück)             | 1338 | 1362 | 1334, 1341 erwähnt                                                                                   |             |           |
| 010 | Konrad II.                                     | 1363 | 1374 | 1363 genannt                                                                                         |             |           |
| 011 | Heinrich III.                                  | 1374 | 1381 | vorher Bischof von Schleswig, 1375, 1382 genannt, † 1381                                             |             |           |
| 012 | Winrich von Kniprode (Heinrich IV.)            | 1385 | 1419 | † 6. November 1419                                                                                   |             |           |
| 013 | Kaspar Schouwenflug                            | 1420 | 1423 | † 10. August 1423                                                                                    |             |           |
| 014 | Christian Kuband                               | 1423 | 1432 | † 21. Juli 1432                                                                                      |             |           |
| 015 | Johann Schütte                                 | 1423 | 1438 | † 12. September 1438                                                                                 | Grabstein   |           |
| 016 | Johann Krewl (Creul/Croveli/Crowel)            | 1439 | 1457 | 1439 genannt (in Wiek 1449–1457)                                                                     |             |           |
| 017 | Ludolf Grove (Grau)                            | 1449 | 1458 | (Gegenbischof) (1439 de facto, in Ösel und Dagö 1449–1457)                                           |             |           |
| 018 | Jobst von Hohenstein                           | 1458 | 1471 | auch Jodocus Hoenstein, 1461 genannt                                                                 |             |           |
| 019 | Johann Vatelkanne                              | 1458 | 1469 | Gegenbischof                                                                                         |             |           |
| 020 | Peter Wetberg (Wettberg)                       | 1471 | 1491 | † 14. November 1491                                                                                  |             |           |
| 021 | Johann Orgies (Orgass)                         | 1492 | 1515 | am 26. März 1492 bestellt, konsekriert 1. April 1492, † 19. März 1515                                |             |           |
| 022 | Johann Kiewel (Johannes Rynel)                 | 1515 | 1527 | am 3. Oktober 1513 zum Koadjutorbischof bestellt, am 9. März 1515 Bischof von Ösel, † 22. April 1527 |             |           |
| 023 | Georg von Tiesenhausen (Jürg de Tisenhusan)    | 1527 | 1530 | am 20. Mai 1527 zum Bischof bestellt, † 2. Oktober 1530                                              |             |           |
| 024 | Reinhold von Buxhoeveden (Reinhold Buxhoeveen) | 1530 | 1532 | |             | Grabstein |
| 025 | Wilhelm von Brandenburg-Ansbach-Kulmbach       | 1532 | 1534 | Gegenbischof                                                                                         |             |           |
| 026 | Johann von Münchhausen (Joannes Monichusen)    | 1542 | 1560 | am 9. Januar 1542 zum Bischof bestellt, † 6. März 1560                                               |             |           |

Auflösung des Fürstbistums Ösel-Wiek

## Protestantische Bischöfe
| Nr. | Bischof                    | von  | bis  | Anmerkung                                                        | Darstellung | Wappen |
| --- | -------------------------- | ---- | ---- | ---------------------------------------------------------------- | ----------- | ------ |
| 0   | Magnus Herzog von Holstein | 1560 | 1583 | 1. Protestantischer Bischof nach der Reformation † 18. März 1583 |             |        |

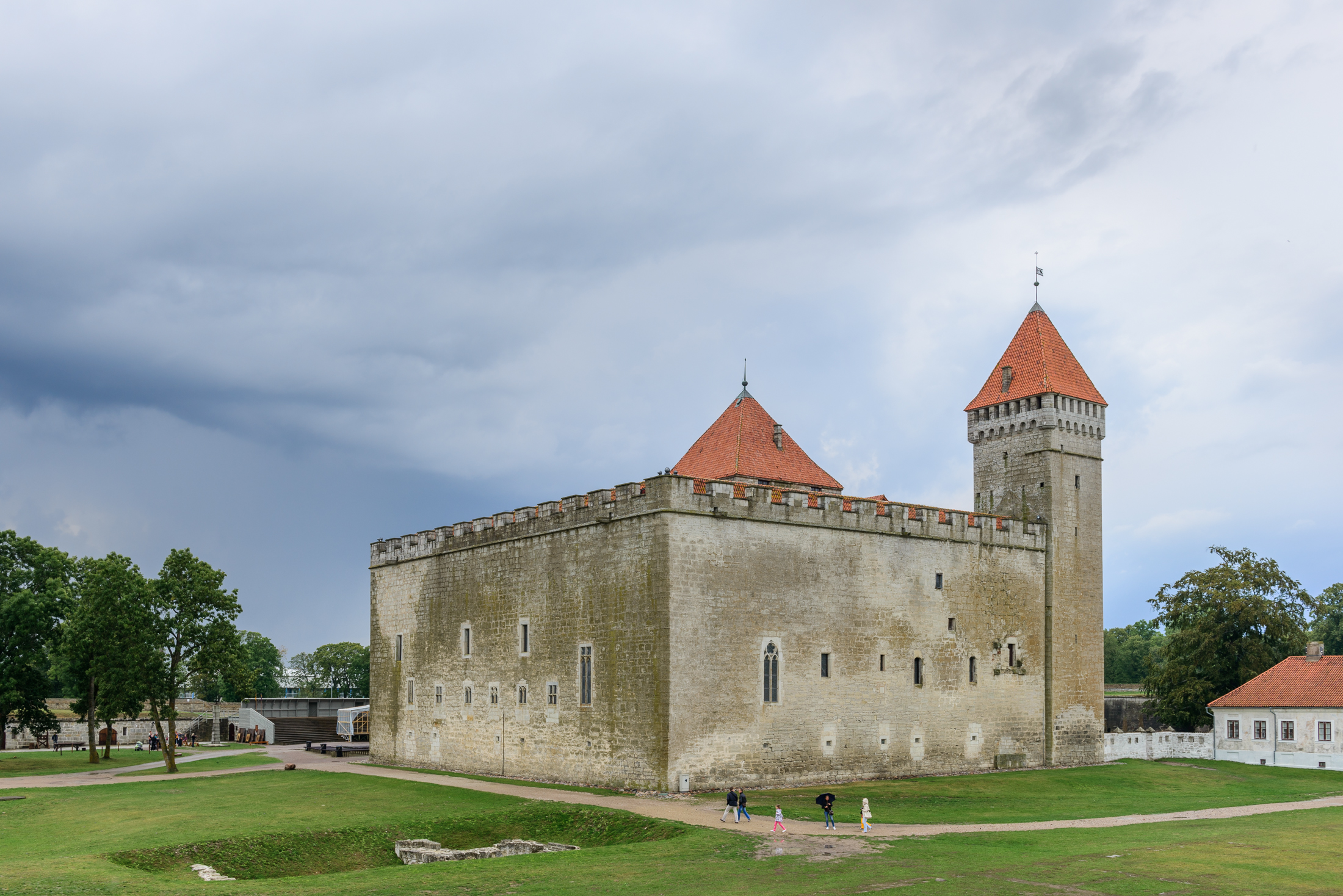
Bischofsburg Kuressaare
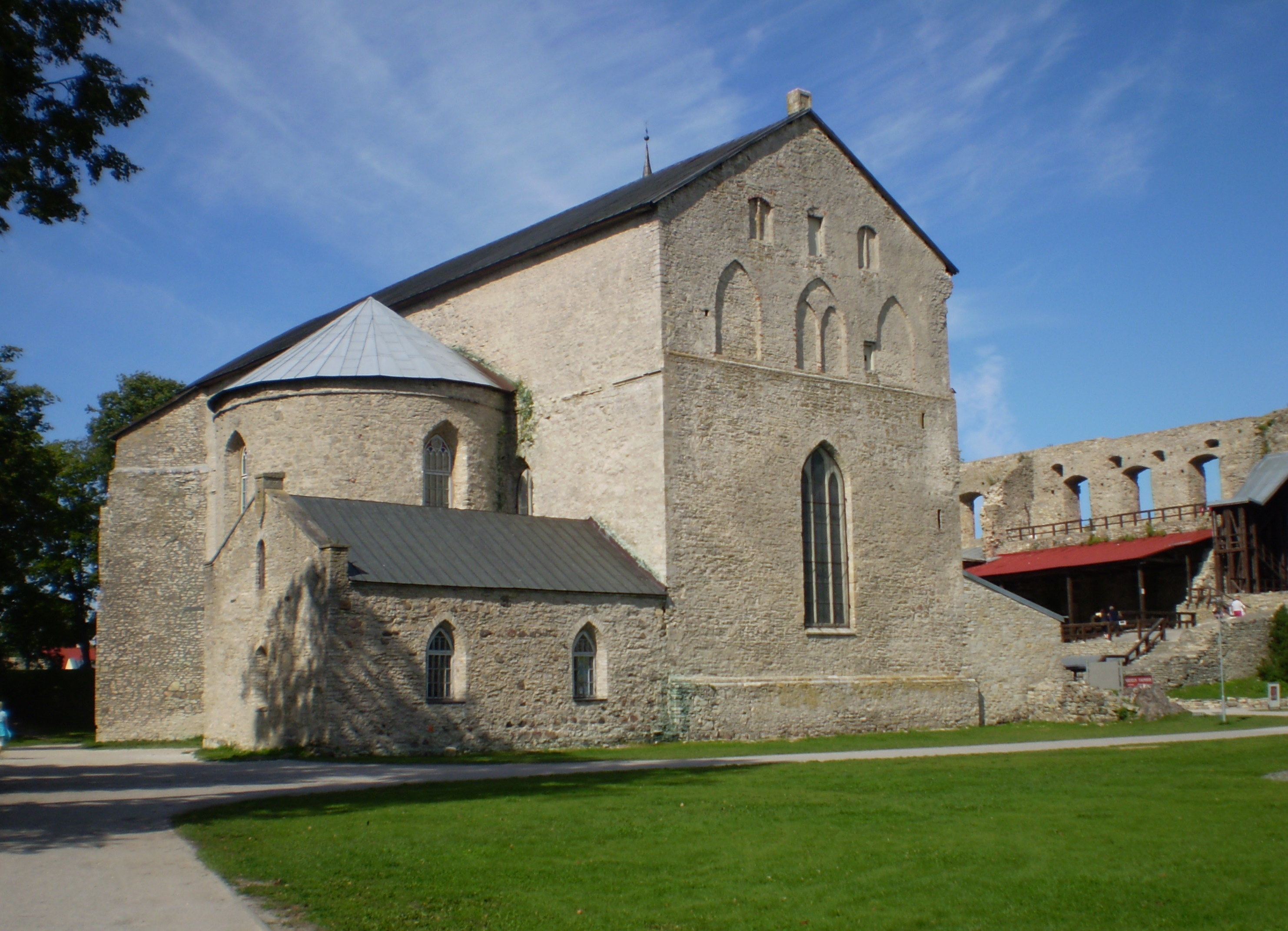
Bischofsburg Hapsal
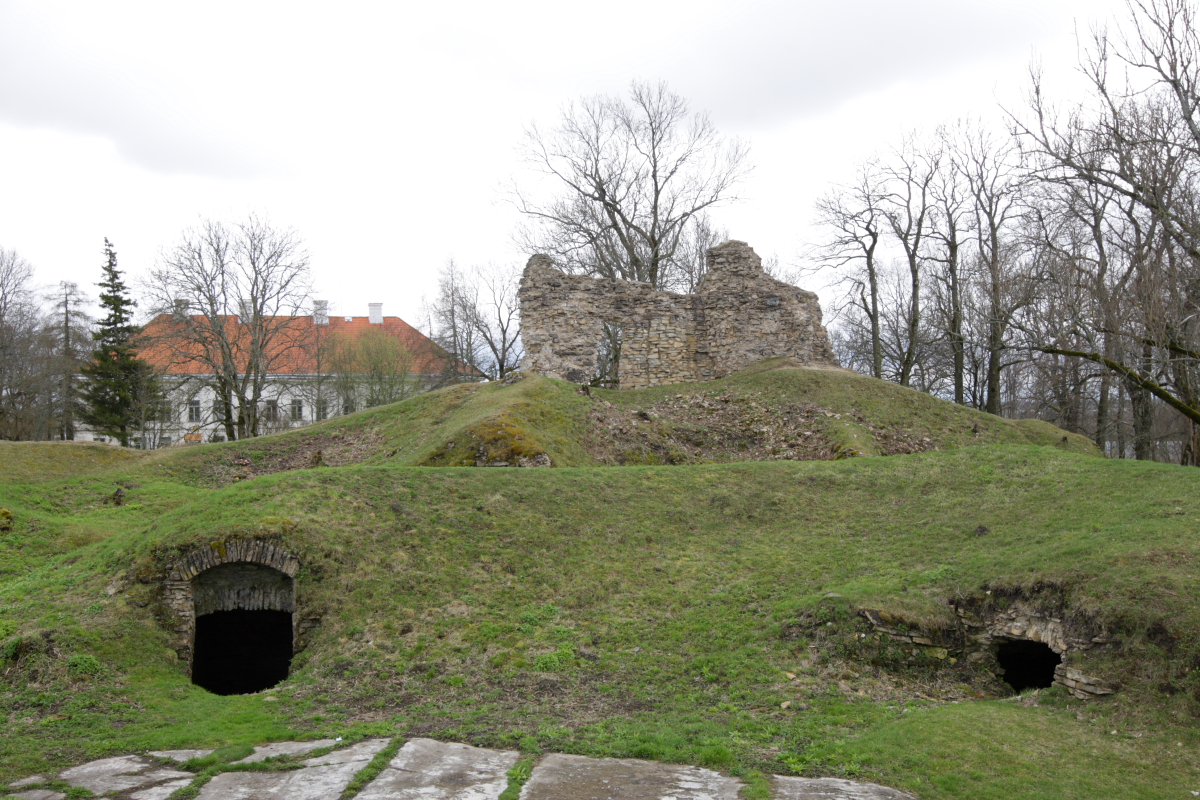
Ruine der Bischofsburg Lihula